# MathOverflow

MathOverflow est un site web mathématique interactif, servant à la fois de blog collaboratif et de réseau social pour mathématiciens. Les utilisateurs peuvent poser des questions, proposer des réponses, et noter les deux, gagnant des points de mérite pour leurs activités. Construit sur le modèle de Stack Overflow, un forum similaire pour des questions d'informatique, il utilise le même moteur logiciel (StackExchange).
Son objectif principal est de permettre de discuter de questions de recherche en mathématiques, liées par exemple à des problèmes ouverts ; il ne s'adresse en particulier pas aux non-mathématiciens cherchant des réponses à des questions de routine, ou à des exercices scolaires. Bien qu'il accueille également d'autres types de questions qui se posent aux mathématiciens, concernant par exemple les publications académiques, ou les relations avec un directeur de thèse, il rejette en général les questions perçues comme tendancieuses ou provocatrices.
Il est fréquenté et animé par de nombreux mathématiciens de premier plan, tels que Terence Tao, William Thurston, ou Timothy Gowers.

## Historique
Le site (dont le nom officiel est MathOverflow en un seul mot) fut créé le 28 septembre 2009 par Anton Geraschenko, David Zureick-Brown et Scott Morrison, qui étaient étudiants de troisième cycle ou thésards à Berkeley. Au début, le site ne permettait pas d'utiliser LaTeX pour écrire des formules, mais  l'emploi de  MathJax permet désormais d'exploiter  toutes les fonctionnalités de LaTeX pour les notations mathématiques. MathOverflow est actuellement hébergé par Ravi Vakil.

## Caractéristiques du site
MathOverflow encourage les utilisateurs à se servir de leur  nom réel (par l'intermédiaire du système  OpenID de Google et Yahoo) ; il est cependant possible de poser des questions et d'y répondre anonymement ; la consultation du site est ouverte à tous et comporte des options de recherche avancées (par catégories et opérateurs booléens).
Des badges sont attribués en fonction des activités des utilisateurs (nombre de contributions, réponses proposées, présence sur le site, etc.), mais ils ne correspondent à aucun privilège particulier. En revanche, un indice de réputation, qui ne peut augmenter qu'en fonction du jugement des autres contributeurs, donne accès à de nouvelles fonctionnalités, comme la possibilité d'intervenir en tant que modérateur, ou de reclasser une question, voire de la supprimer.
MathOverflow insiste pour que les questions posées soient  spécifiques et bien définies, sur des problèmes mathématiques du niveau de la recherche ; les questions ne respectant pas ces règles sont généralement rapidement supprimées (ou renvoyées vers  Mathematics Stack Exchange, un réseau faisant partie du Stack Exchange Network et nettement plus accessible aux profanes). Ce n'est ni un forum de discussion, ni un site encyclopédique. De plus, les questions concernant MathOverflow lui-même doivent être posées sur un méta-site, où l'on peut discuter du fonctionnement, des bugs rencontrés, etc.
En 2012, il y a plus de  16 000 utilisateurs enregistrés, la plupart résidant aux États-Unis (35 %), en Inde (12 %), et en Grande-Bretagne (6 %) ; le site contient près de 30 000 questions. En moyenne, des réponses  sont données quatre heures après qu'une question soit posée, et des réponses « acceptables » demandent un peu plus de cinq heures. Parmi les utilisateurs les plus actifs figurent de nombreux mathématiciens de premier plan, tels que les détenteurs de médailles Fields Terence Tao, feu William Thurston, et Timothy Gowers.

## Citations
- Terence Tao l'a caractérisé comme  « reprenant le vénérable groupe sci.math de Usenet, mais avec des caractéristiques plus modernes, typiques du Web 2.0[9]. »
- John Baez écrit que « le site web Math Overflow est devenu une chambre de compensation universelle pour les questions mathématiques[10]. »